# Zdzisław Wójcik (piłkarz)

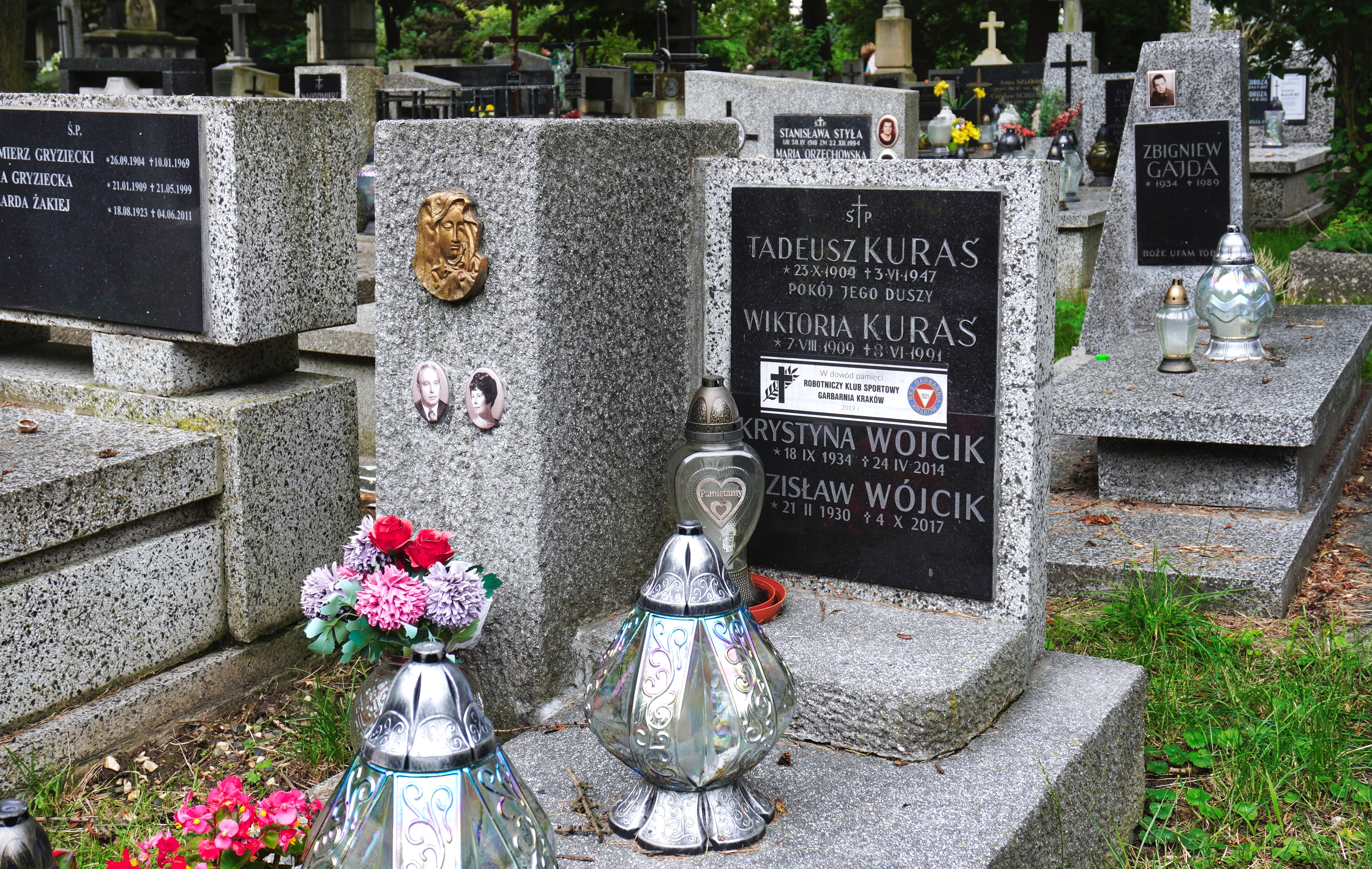
Grób Zdzisława Wójcika na Cmentarzu Rakowickim w Krakowie

Zdzisław Wójcik (ur. 21 lutego 1930, zm. 4 października 2017) – polski piłkarz grający na pozycji stopera, sędzia i obserwator piłkarski.

## Życiorys
W 1949 debiutował jako zawodnik w Garbarni Kraków z którą rok później wszedł do najwyższej klasy rozgrywkowej. W 1951 został powołany do odbycia służby wojskowej, którą odbywał w Wawelu Kraków. W 1953 powrócił do Garbarni i w latach 1953–1957 ponownie występował w jej barwach na poziomie najwyższej klasy rozgrywkowej. Karierę zawodniczą zakończył w wyniku kontuzji. Od 1959 był pracownikiem Spółdzielni Inwalidów „Winyl”, zaś od 1961 był jednocześnie sędzią prowadząc w trakcie swojej kariery ponad 300 spotkań. Był między innymi sędzią liniowym w meczach najwyższej klasy rozgrywkowej. Jego żona Krystyna była siatkarką w barwach Korony Kraków.